# NFL Honors
Les NFL Honors sont une cérémonie annuelle de remise des récompenses en National Football League (NFL). La cérémonie a lieu dans la ville hôte du Super Bowl et la veille du match. Elle est retransmise en télévision en différé par le réseau diffusant le Super Bowl. L'émission est en effet préenregistrée pour être diffusée ultérieure le même jour.

## Les cérémonies
| #   | Saison | Date             | Diffuseur(s)             | Hôte               | Lieu                                                      | Réf.   |
| --- | ------ | ---------------- | ------------------------ | ------------------ | --------------------------------------------------------- | ------ |
| 1re | 2011   | 4 février 2012   | NBC                      | Alec Baldwin       | Murat Theatre, Old National Centre, Indianapolis, Indiana | [ 2 ]  |
| 2e  | 2012   | 2 février 2013   | CBS                      | Alec Baldwin       | Mahalia Jackson Theater, La Nouvelle-Orléans, Louisiane   | ,      |
| 3e  | 2013   | 1er février 2014 | Fox                      | Alec Baldwin       | Radio City Music Hall, New York                           | [ 5 ]  |
| 4e  | 2014   | 31 janvier 2015  | NBC                      | Seth Meyers        | Phoenix Symphony Hall, Phoenix, Arizona                   | [ 6 ]  |
| 5e  | 2015   | 6 février 2016   | CBS                      | Conan O'Brien      | Bill Graham Civic Auditorium, San Francisco, Californie   | [ 7 ]  |
| 6e  | 2016   | 4 février 2017   | Fox                      | Keegan-Michael Key | Wortham Theater, Houston, Texas                           | [ 8 ]  |
| 7e  | 2017   | 3 février 2018   | NBC                      | Rob Riggle         | Northrop Auditorium, Minneapolis, Minnesota               | [ 9 ]  |
| 8e  | 2018   | 2 février 2019   | CBS                      | Steve Harvey       | Fox Theatre, Atlanta, Géorgie                             | [ 10 ] |
| 9e  | 2019   | 1er février 2020 | Fox                      | Steve Harvey       | Adrienne Arsht Center, Miami, Floride                     | [ 11 ] |
| 10e | 2020   | 6 février 2021   | CBS                      | Steve Harvey       | Straz Center, Tampa, Floride                              | [ 12 ] |
| 11e | 2021   | 10 février 2022  | ABC, ESPN+ & NFL Network | Keegan-Michael Key | YouTube Theater, Inglewood, Californie                    | [ 13 ] |

## Les récompenses

### Meilleur joueur de la NFL (MVP)
Le prix du meilleur joueur de la NFL (MVP) est remis chaque année par Associated Press (AP) à un joueur NFL ayant été "le plus utile" au cours de la saison régulière écoulée. Bien qu'il y ait eu de nombreux prix MVP en NFL par le passé, celui présenté actuellement par l'AP est considéré de facto comme le prix officiel le plus prestigieux.

### Entraîneur et entraîneur adjoint de l'année
Le prix de l'entraîneur de l'année de la NFL est remis chaque année à l'entraîneur principal ayant fait le travail le plus remarquable avec les joueurs à sa disposition. Actuellement, le prix le plus largement reconnu est présenté par l'Associated Press, bien que plusieurs prix aient déjà été reconnus par la presse,,.
Le prix de l'entraîneur adjoint de l'année de la NFL est présenté également chaque année par Associated Press (AP). Il est le plus récent prix NFL délivré par l'AP, puisqu'il est remis pour la première fois en 2014. Comme pour les autres catégories, il est choisi par un panel de 50 membres des médias.

### Joueur offensif de l'année
Comme les trophées MVP et entraîneur de l'année, l'AP NFL Offensive Player of the Year Award est décerné chaque année par l'Associated Press (AP), au joueur offensif de la National Football League (NFL) réputé avoir eu la saison la plus exceptionnelle. Le gagnant est choisi par un groupe de journalistes sportifs qui suivent régulièrement la NFL.

### Joueur défensif de l'année
Depuis 1971, l'AP décerne aussi un prix au joueur défensif de l'année. Tout comme son alter ego offensif, il est choisi par un groupe de 50 journalistes sportifs.

### Rookie NFL de l'année
Le prix du rookie de l’année Pepsi NFL est un prix annuel décerné depuis 2002 au meilleur rookie de la NFL. Le gagnant est sélectionné par les fans via un processus de vote en ligne sur NFL.com. Chaque semaine, au cours de la saison régulière de la NFL, cinq finalistes sont choisis pour le prix du rookie de la semaine. Le gagnant est déterminé par le vote des fans en ligne. Ces résultats sont utilisés pour aider à déterminer les finalistes du prix du rookie de l'année. Le vote a lieu tout au long des séries et se termine la semaine précédant le Super Bowl.
Le prix du rookie de l’année NFL de l’Associated Press est un prix annuel décerné aux meilleurs joueurs offensifs et défensifs de première année de la NFL. Les gagnants sont sélectionnés par un panel national de 50 journalistes, comme les autres prix de l'AP. Ils choisissent le rookie offensive de l’année depuis 1957 et le défensif depuis 1967.

### Meilleur revenant de l'année
Le prix de meilleur revenant NFL de l’année de l’Associated Press (Comeback Player of the Year Award) est décerné chaque année par l'Associated Press à un joueur NFL. Bien que les critères d’attribution soient imprécis, il est généralement attribué à un joueur qui a surmonté l’adversité de la saison précédente - une blessure ou une performance médiocre - et qui a retrouvé un niveau élevé.

### Trophée Walter Payton (Man of the Year Award)
Le prix de l'homme de l'année Walter Payton récompense un joueur NFL pour son excellence sur et en dehors du terrain. Il est créé en 1970. Il est renommé en 1999 d'après le décès de Walter Payton, défenseur des Bears de Chicago et lauréat en 1977. Chaque équipe désigne un joueur qui a eu un impact positif et significatif sur sa communauté.

### Trophée PFWA du meilleur cadre NFL de l'année
À partir de 1955, Sporting News commence à récompenser les dirigeants NFL pour leur travail exceptionnel lors de la constitution et la construction d’une équipe. Le prix n'est plus remis après les deux premières saisons. Ce n'est qu'en 1972 que le média recommence à remettre le prix et ce jusqu'en 2012. En 1993, Pro Football Writers of America (PFWA) commence à décerner le même prix.

### TrophéeSalute To Service
Le prix Salute to Service est décerné chaque année par l'USAA depuis 2011. Ce prix, qui correspond à l’engagement de l’USAA au service des forces armées et de leurs familles, met en lumière la longue histoire de la NFL et le respect qu'elle marque par rapport aux forces armées et aux anciens combattants. Les candidats sont sélectionnés sur la base de contributions récentes ou d’actes remarquables à l’égard de la communauté militaire. Toutefois, ils peuvent être basés sur des activités soit en cours, réalisées au cours de plusieurs années, ou effectuées au cours des années précédentes. Les candidats admissibles comprennent les entraîneurs, les joueurs et le personnel des équipes NFL qui ont manifesté leur reconnaissance pour la communauté militaire, personnellement et au nom de leur club. Un candidat par club est éligible pour la nomination.
| Saison | Vainqueur            | Rôle         | Équipe                  | Réf.   |
| ------ | -------------------- | ------------ | ----------------------- | ------ |
| 2011   | K.S. “Bud” Adams Jr. | Propriétaire | Titans du Tennessee     | ,      |
| 2012   | Charles Tillman      | CB           | Bears de Chicago        | ,      |
| 2013   | John Harbaugh        | Head Coach   | Ravens de Baltimore     | ,      |
| 2014   | Jared Allen          | DE           | Bears de Chicago        | ,      |
| 2015   | Vincent Jackson      | WR           | Buccaneers de Tampa Bay | ,      |
| 2016   | Dann Quinn           | Head Coach   | Falcons d'Atlanta       | ,      |
| 2017   | Andre Roberts        | WR           | Falcons d'Atlanta       | ,      |
| 2018   | Ben Garland (en)     | G            | Falcons d'Atlanta       | ,      |
| 2019   | Donnie Edwards (en)  | LB           | Chargers de Los Angeles | ,      |
| 2020   | ?                    | ?            | ?                       |        |
| 2021   | Andrew Beck (en)     | FB           | Broncos de Denver       | [ 38 ] |

### Game Changer Award
Le Game Changer présented by Gillette en 2019 (Secret Deodorant en 2018) a été créé pour rendre hommage à ceux qui se sont engagés pour faire évoluer le jeu. Il récompense un membre de la famille du football américain qui a contribué de manière positive à son sport et à sa communauté.
| Saison | Vainqueur       | Réf. |
| ------ | --------------- | ---- |
| 2017   | Sam Gordon      | ,    |
| 2018   | Shaquem Griffin | ,    |

### Trophée Deacon Jones
Le Deacon Jones Award est créé moins de trois semaines après le décès à l'âge de 74 ans de David "Deacon" Jones, defensive end et membre du Pro Football Hall of Fame. La NFL décerne le prix Deacon Jones chaque année au défenseur qui mène la ligue au nombre de sacks.
| Saison | Vainqueur       | Sacks | Équipe                  | Réf.   |
| ------ | --------------- | ----- | ----------------------- | ------ |
| 2013   | Robert Mathis   | 19.5  | Colts d'Indianapolis    | [ 42 ] |
| 2014   | Justin Houston  | 22.0  | Chiefs de Kansas City   | [ 43 ] |
| 2015   | J. J. Watt      | 17.5  | Texans de Houston       | [ 44 ] |
| 2016   | Vic Beasley     | 15.5  | Falcons d'Atlanta       | [ 45 ] |
| 2017   | Chandler Jones  | 17.0  | Cardinals de l'Arizona  | [ 46 ] |
| 2018   | Aaron Donald    | 20.5  | Rams de Los Angeles     | [ 47 ] |
| 2019   | Shaquil Barrett | 19.5  | Buccaneers de Tampa Bay | [ 48 ] |
| 2020   | T. J. Watt      | 15.0  | Steelers de Pittsburgh  | [ 49 ] |
| 2021   | T. J. Watt      | 22.5  | Steelers de Pittsburgh  | [ 50 ] |

### TrophéeSportsmanshipArt Rooney
Le prix Art Rooney est décerné chaque année par la NFL en reconnaissance d'un esprit sportif exceptionnel. Créé en 2015, le prix porte le nom d’Art Rooney, propriétaire fondateur des Steelers de Pittsburgh et membre du Pro Football Hall of Fame. Le prix est déterminé par un vote effectué par les joueurs de la NFL. Ce prix est remis chaque année à un joueur NFL qui démontre sur le terrain les qualités d'un esprit sportif exceptionnel, notamment le fair-play, le respect de ses adversaires et l'intégrité en compétition.
| Saison | Vainqueur        | Position | Équipe                             | Réf.   |
| ------ | ---------------- | -------- | ---------------------------------- | ------ |
| 2014   | Larry Fitzgerald | WR       | Cardinals de l'Arizona             | [ 52 ] |
| 2015   | Charles Woodson  | S        | Raiders d'Oakland                  | [ 53 ] |
| 2016   | Frank Gore       | RB       | Colts d'Indianapolis               | [ 54 ] |
| 2017   | Luke Kuechly     | LB       | Panthers de la Caroline            | [ 55 ] |
| 2018   | Drew Brees       | QB       | Saints de La Nouvelle-Orléans      | [ 56 ] |
| 2019   | Adrian Peterson  | RB       | Redskins de Washington             | [ 57 ] |
| 2020   | Matthew Slater   | WR       | Patriots de la Nouvelle-Angleterre | [ 50 ] |

### Built Ford Tough Offensive Line of the Year
Durant la saison 2016, la NFL a attribué à une équipe le prix de la ligne offensive de la semaine (Built Ford Tough). Elle décide également depuis 2016, de décerner une récompense à la meilleure ligne offensive de l'année.
| Saison | Équipe                 | Joueurs               | Joueurs           | Joueurs            | Joueurs            | Joueurs        | Réf.   |
| ------ | ---------------------- | --------------------- | ----------------- | ------------------ | ------------------ | -------------- | ------ |
| Saison | Équipe                 | Left tackle           | Left guard        | Centre             | Right guard        | Right tackle   | Réf.   |
| 2016   | Cowboys de Dallas      | Tyron Smith           | Ronald Leary (en) | Travis Frederick   | Zack Martin        | Doug Free (en) | [ 59 ] |
| 2017   | Eagles de Philadelphie | Halapoulivaati Vaitai | Stefen Wisniewski | Jason Kelce        | Brandon Brooks     | Lane Johnson   | [ 60 ] |
| 2018   | Rams de Los Angeles    | Andrew Whitworth      | Rodger Saffold    | John Sullivan (en) | Austin Blythe (en) | Rob Havenstein | [ 61 ] |